# Верба альпійська
Верба́ альпі́йська (Salix alpina) — багаторічна рослина родини вербових. Реліктовий вид, занесений до Червоної книги України у статусі «Зникаючий». Протиерозійна і декоративна культура.

## Опис

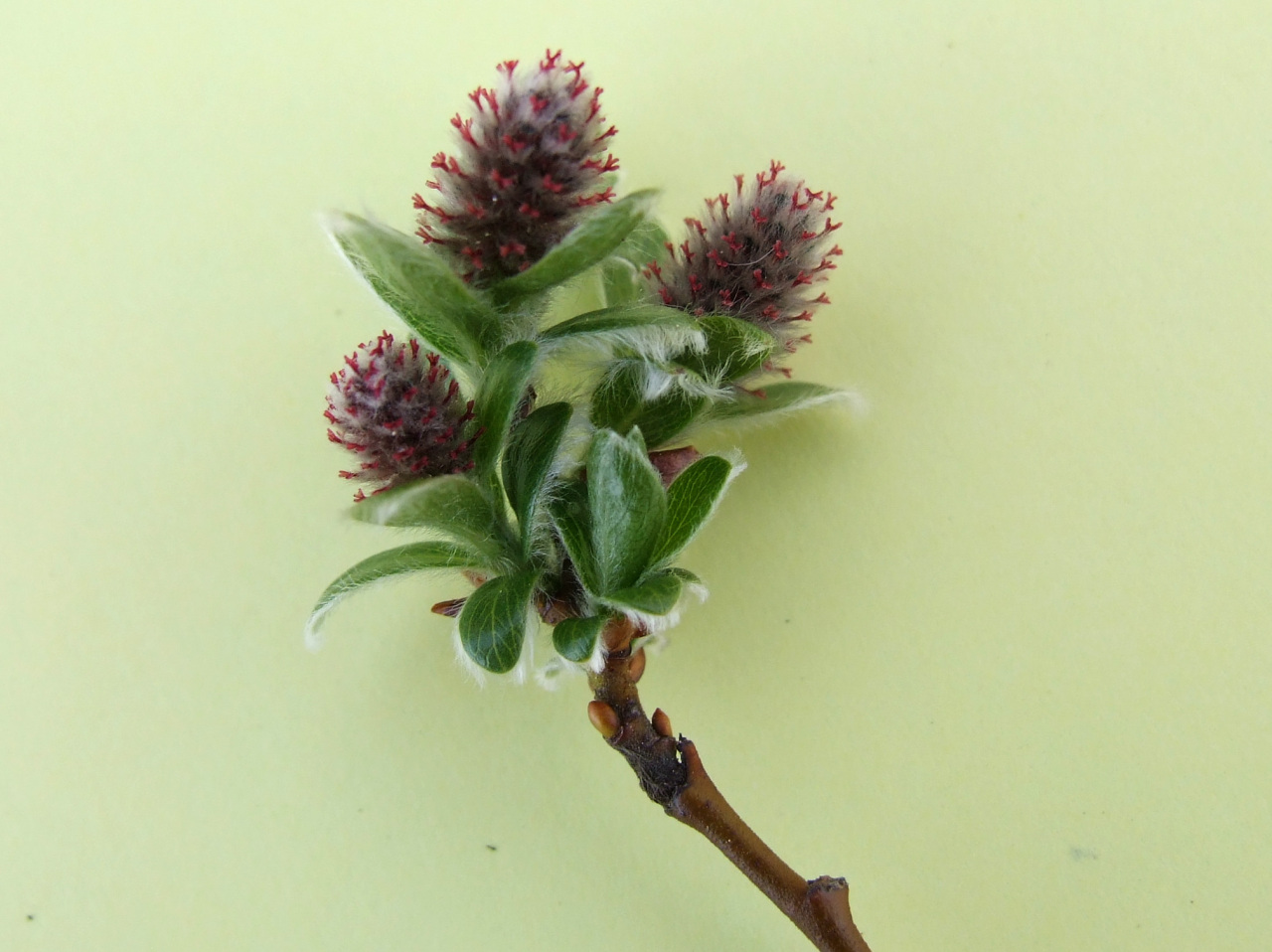
Квітуча гілочка великим планом (помітно опушення листків)

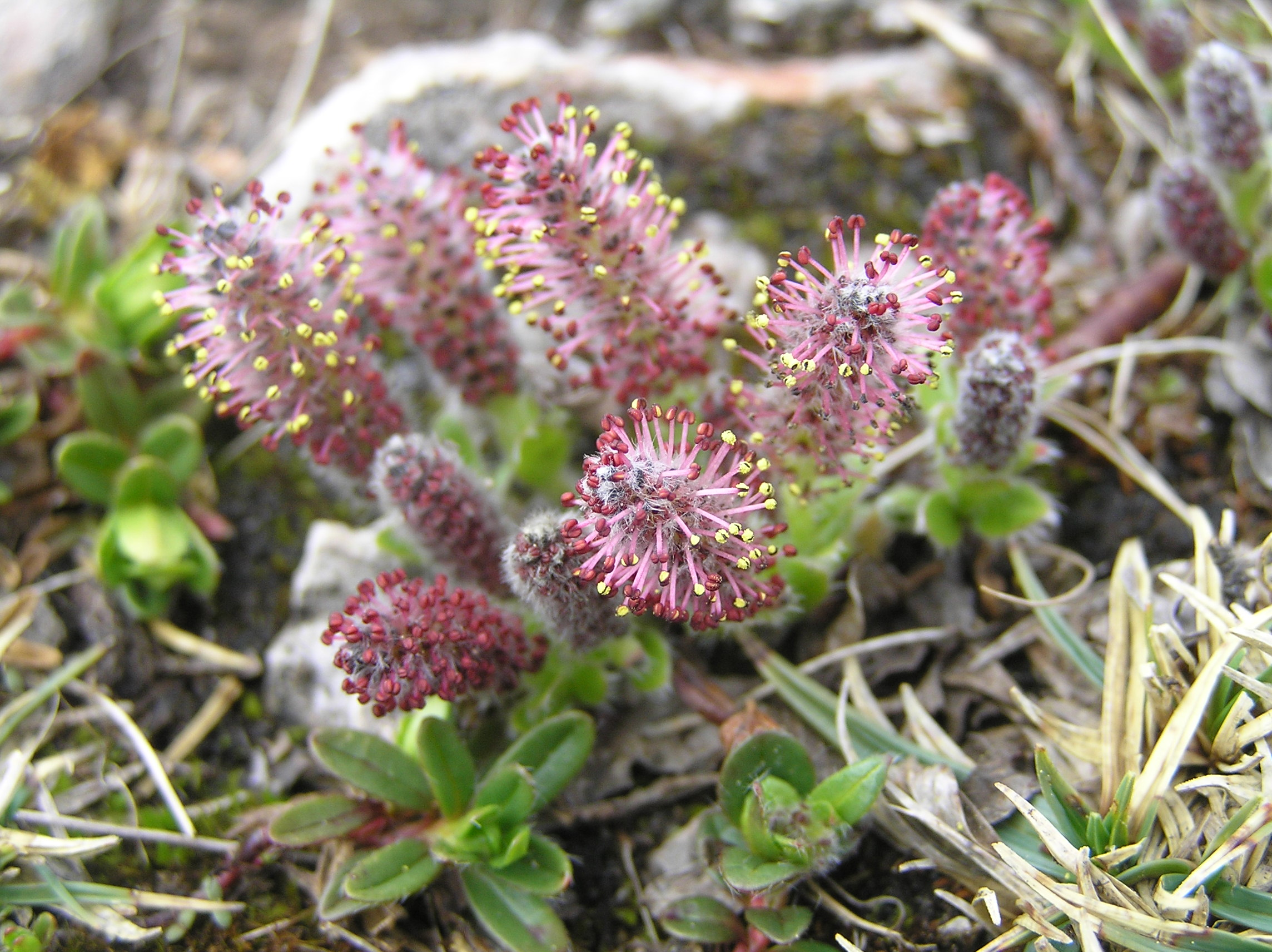
Загальний вигляд чоловічих сережок

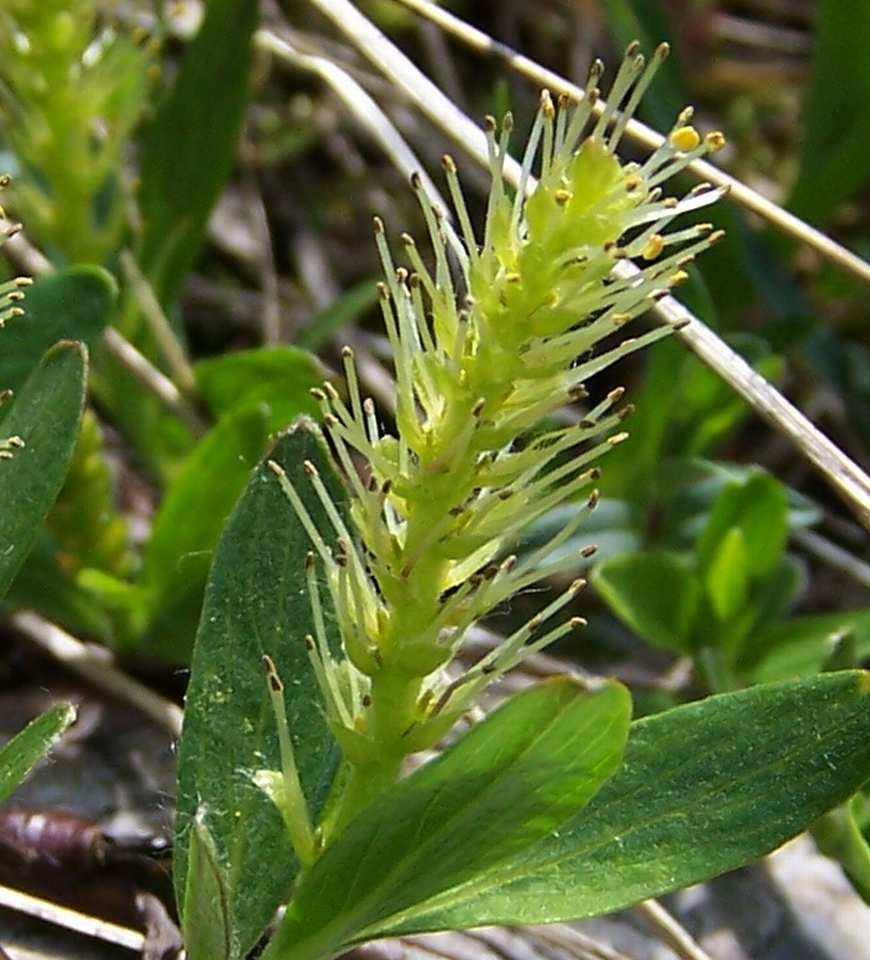
Чоловіча сережка великим планом

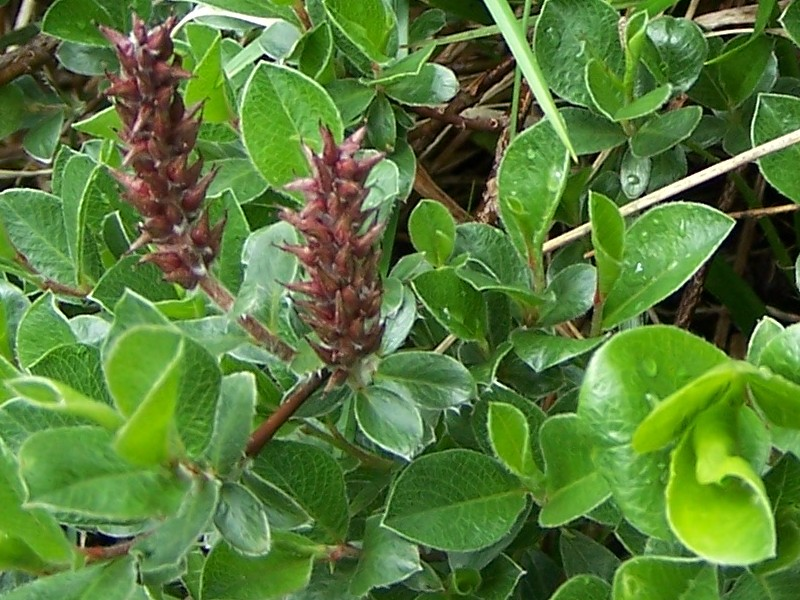
Жіночі сережки

Невеликий листопадний сланкий кущ заввишки 20-25 см, хамефіт. Гілки численні, тонкі, вузлуваті, темно-коричневі, пагони першого року розвитку опушені. Бруньки яйцеподібні, загострені, коричневі. Листки короткочерешкові, оберненояйцеподібні, цілокраї, загострені, зверху лискучі, темно-зелені, завдовжки 5-40 мм, завширшки 2-20 мм. У молодому віці вони опушені, у повному розвої — голі, з війчастим краєм. При розгляданні проти світла на них добре помітна густа мережа жилок. Восени листя чорніє, стає майже прозорим, нерідко зберігається на гілочках до весни.
Рослина дводомна. Суцвіття — сережки завдовжки 3-5 см, зазвичай розташовані на верхівках торішніх пагонів біля верхівкової бруньки. Приквіткові луски червонуваті, зверху темні, волосисті, завдовжки 1-3 мм. Тичинкові нитки фіолетові, пиляки від червоно-фіолетових до майже чорних. Зав'язь розташована на дуже короткій ніжці, червонувата, у молодому віці опушена. Стовпчик червонуватий, короткий, приймочки роздвоєні, червоні. Плід — сірувато опушена коробочка.

## Екологія та поширення
Це морозостійка, світлолюбна і відносно вологолюбна рослина. Верба альпійська зростає в субальпійському та альпійському поясах на осипах, вогких вапнистих скелях, торф'янистих ділянках. Віддає перевагу вапняковим ґрунтам, але може рости і на будь-яких інших поживних. В природі вона часто входить до складу угруповань Androsation alpinae, Seslerion tatrae й Salicion retusae.
Квітне в червні-липні. Плодоносить у серпні. Як запилення, так і розповсюдження насіння відбувається за допомогою вітру. Поновлюється насінням, а також вегетативно — укоріненням сланких пагонів. В природі утворює гібриди з вербою трав'яною, козячою, списовидною, туполистою, сітчастою, вушкатою, попелястою, Salix bicolor і Salix silesiaca.
Ця верба належить до альпійських рослин, ареал яких охоплює гірські системи Середньої Європи — Східні Альпи та Карпати, зокрема Західні, Високі, Низькі Татри. Єдина українська популяція розташована в заповідному масиві Свидовець, на горі Близниця на висоті близько 1880 м. Загалом же висотна межа розповсюдження цього виду знаходиться між 1380 і 2500 м над рівнем моря.

## Значення і статус виду
В Україні верба альпійська охороняється у Карпатському біосферному заповіднику. У зв'язку з надзвичайно малою чисельністю популяції заборонено збирання рослин навіть з науковою метою. Окрім України рослина має охоронний статус також у Словаччині.
В природі цей вид приносить користь, запобігаючи ерозії гірських ґрунтів, він також придатний для вирощування в садах як ґрунтопокривна рослина.

## Синоніми
- Salix alpina subsp. dostalii Dostál[3]
- Salix fusca Jacq. non L.[4]
- Salix jacquiniana Willd.
- Salix jacquinii Host[1]